# Siegbert Heister

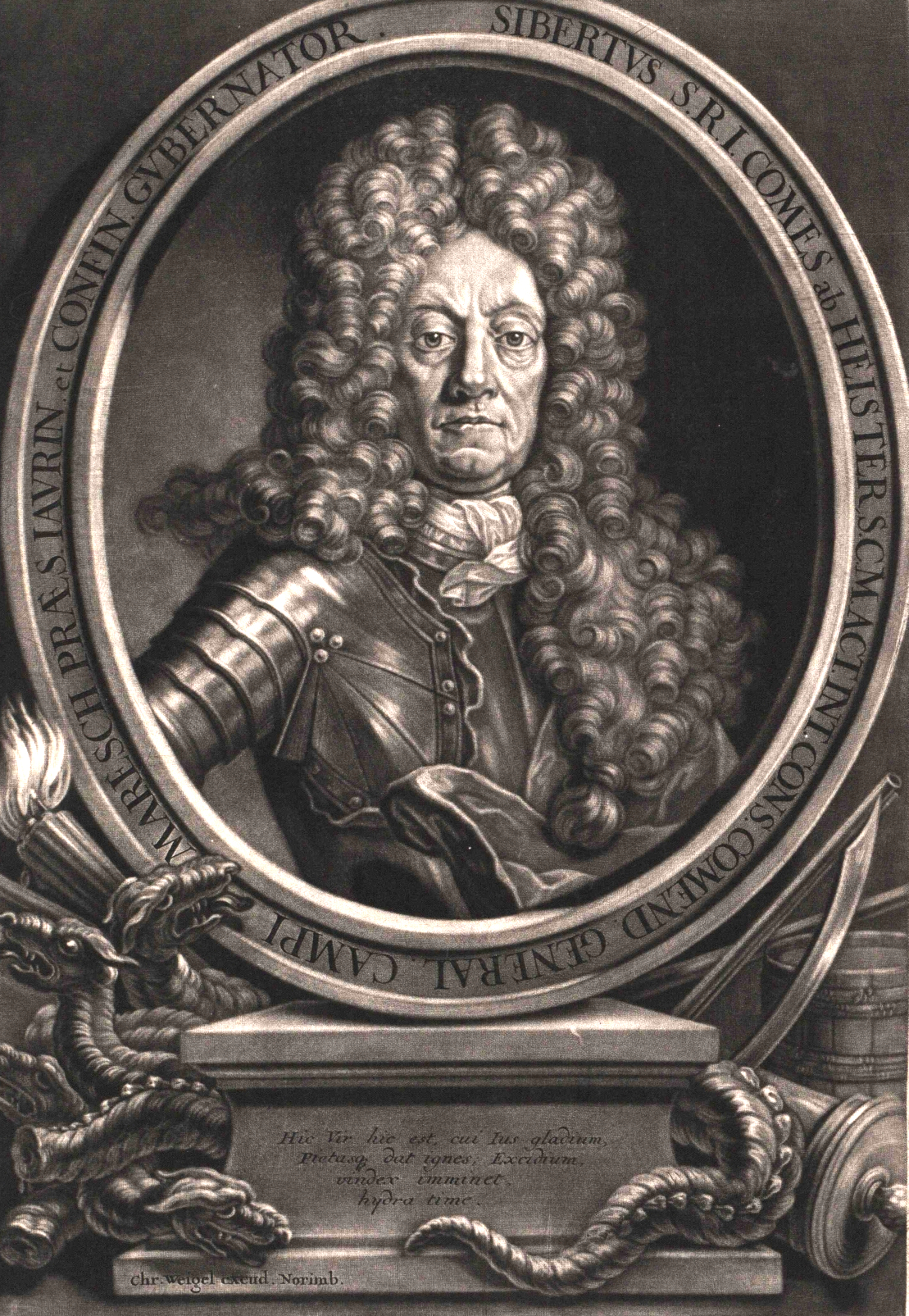

Siegbert graaf Heister (1646 - 22 februari 1718) was een Oostenrijks veldheer en keizerlijk veldmaarschalk. Hij vocht in de oorlogen tegen de Turken, Hongaarse opstandelingen en ook in de Spaanse Successieoorlog.
Hij vocht bij de verdediging van Wenen in 1683 en werd hierbij verwond door een Turkse pijl. In 1704 werd hij benoemd tot keizerlijk veldmaarschalk. Tussen 1708 en 1710 was hij commandant van het keizerlijk leger in Hongarije.